# Fábrica da Baleia do Boqueirão
A Fábrica da Baleia do Boqueirão localiza-se em na povoação e concelho de Santa Cruz das Flores, na ilha das Flores, nos Açores. Alberga atualmente o Museu da Fábrica da Baleia do Boqueirão.

## História
Foi erguida por iniciativa de Francisco Marcelino dos Reis, um industrial de Lisboa para a produção de óleo de baleia. A construção foi iniciada em 1941, tendo entrado em atividade em 1944.
Em desuso, encontra-se classificada como Imóvel de Interesse Público pela Resolução n.º 67/99, de 29 de Abril. Em 2009 sofreu obras de recuperação e transformação do edifício em museu, inaugurado em julho de 2015.